# Bloom.fm
Bloom.fm là dịch vụ âm nhạc trực tuyến đặt tại London tập trung vào điện thoại di động có sự kết hợp giữa streaming tự do các thể loại và nghệ sĩ dựa trên các radio, công cụ tìm kiếm âm nhạc, trình phát thư viện địa phương cùng với doanh mục hơn 22 triệu bài hát. Dịch vụ cho phép người dùng 'mượn' bài hát, khiến chúng khả dụng trong các danh sách phát ngoại tuyến. Số lượng bài hát được lưu trữ tối đa được xác định theo cấp độ cước phí đăng ký.
Bloom chỉ khả dụng tại Anh trên hệ điều hành iOS và Android. Phiên bản Web được cho là đang được phát triển và ban đầu được thiết lập để phát hành vào một thời điểm nào đó trong năm 2013, nhưng nó sẽ không bao giờ khả dụng với công chúng. Ngày 30 tháng 4 năm 2014, chủ sở hữu của Bloom.fm, Digital Distribution Networks, tuyên bố họ phải đóng cửa công ty, vì thiếu kinh phí.

## Lịch sử
Bloom.fm chính thức ra mắt vào tháng 1 năm 2013 trên hệ điều hành iOS, sau khi khả dụng với hàng nghìn bản beta kiểm tra. Dịch vụ đạt 250,000 người đăng kí vào tháng 8 năm 2013.
Ứng dụng điện thoại trên Android ra mắt vào tháng 9 năm 2013.

## Tính năng

### Doanh mục
Tính đến tháng 12 năm 2013, có đúng 22 triệu bài hát khả dụng trong dịch vụ, gồm các nội dung từ EMI, Sony, Universal, Merlin (đại diện cho hơn 120.000 hãng thu độc lập) và các hãng thu độc lập khác nhau thông qua các mục lấy nội dung từ trang web khác như TuneCore, IODA, The Orchard, PIAS, AWAL, Ditto và CD Baby.
Warner Music là hãng thu duy nhất không được cấp phép cho nội dung của dịch vụ.

### Radio
Tầng miễn phí của dịch vụ cung cấp người dùng hơn 150 radio dựa trên thể loại. Ngoài ra, người dùng có thể bắt đầu với một radio mới dựa trên hầu hết các nghệ sĩ có trên dịch vụ.

### Borrowing
Bloom.fm đã giới thiệu đến quá trình lưu bài hát vào bộ nhớ đệm trên thiết bị dưới dạng ‘borrowing’. Điều này cho phép phát lại ngoại tuyến. Các bản nhạc khả dụng cho người dùng trong suốt thời gian đăng ký.

### Khám phá
Giao diện khám phá nghệ sĩ cho phép người dùng khám phá các nghệ sĩ có liên quan bằng cách nhấn vào biểu tượng ở góc trái dưới trình phát.

### Danh sách phát
Hai loại danh sách phát đều khả dụng cho tất cả những người dùng trả phí. Các dang sách phát thông thường có thể được tạo thủ công bằng cách thêm các bản nhạc được mượn vào và các danh sách phát thông minh được tạo tự động bằng cách mượn các bản nhạc từ các kênh radio được xác định trước.

### Danh mục địa phương
Ứng dụng hỗ trợ tích hợp và phát lại các thư viện nhạc địa phương. Tính năng này có sẵn miễn phí với mọi tầng dịch vụ. Công ty bày tỏ mong muốn ứng dụng trở thành trình phát nhạc mặc định với tất cả người dùng.

### Giá cả
Dịch vụ này cung cấp một tầng miễn phí (Bloom Zero) cho phép người dùng truy cập để streaming các kênh radio trực tuyến theo thể loại cũng như radio dựa trên nghệ sĩ.
Dịch vụ được ghi nhận với mức giá thấp. các tầng đăng kí trả cước phí sẽ mang tính xác định số lượng bài hát mà người dùng có thể lưu trữ trên thiết bị của họ cùng một lúc. Tầng đăng kí với mức phí 1 bảng cho phép người dùng mượn và lưu trữ 20 bài hát, tầng đăng kí với mức phí 5 bảng với 200 bài hát và tầng đăng kí với mức phí 10 bảng cho phép borrowing và streaming không giới hạn.
Đáng chú ý, giá đăng ký của dịch vụ có chút khác biệt giữa trên trang web và trong cửa hàng iOS App Store của Apple. Công ty đưa ra giải thích cho mức giá cao hơn trong App Store rằng Apple đã lấy 30% số tiền thu được từ việc bán ứng dụng.
|            | Radio | Discovery | Bỏ qua quảng cáo | Danh sách phát | Streaming | Borrowing      | Cước phí tháng |
| ---------- | ----- | --------- | ---------------- | -------------- | --------- | -------------- | -------------- |
| Bloom Zero | Có    | Có        | Không            | Không          | Không     | Không          | Miễn phí       |
| Bloom 20   | Có    | Có        | Có               | Có             | Không     | 20 bài hát     | £1/£1.49       |
| Bloom 200  | Có    | Có        | Có               | Có             | Không     | 200 bài hát    | £5/£6.99       |
| Full Bloom | Có    | Có        | Có               | Có             | Có        | Không giới hạn | £10/£13.99     |

### Các phiên bản và nền tảng khác
Theo CEO Oleg Fomenko, vài phiên bản khác của Bloom.fm vẫn đang trong giai đoạn phát triển, bao gồm các ứng dụng web và ứng dụng chuyên dụng trên iPad.

### Tích hợp và chia sẻ dịch vụ của bên thứ ba
Bloom.fm cho phép người dùng sử dụng tài khoản Facebook của họ để đăng nhập vào ứng dụng. Các bản nhạc có thể được chia sẻ với Twitter và Facebook bằng một tùy chọn chia sẻ thông qua email.
Dịch vụ này cũng hỗ trợ tính năng scrobbling của Last.fm trên ứng dụng iPhone.

## Mối hợp tác
Công ty đã hợp tác với các sự kiện âm nhạc ở Anh, bao gồm The Liverpool Sound City, Tramlines Festival, và Toddla T Sound.

## Quản lí
Ngày 30 tháng 4 năm 2014, Bloom.fm thông báo trên blog rằng chủ đầu tư chính của họ, TNT Media Investments, đã rút vốn. Ngày 2 tháng 5, quản trị viên của Moorfields Corporate Recovery phát hành một thông cáo báo chí thúc giục việc bán Bloom.fm  Tuy nhiên, đến ngày 9 tháng 5, việc mua bán vẫn chưa hoàn tất. Các hoạt động sau đó đã ngừng trong ngày hôm sau, và được quản lý bởi Moorfields. Sau khi thay đổi, bloom.fm cung cấp cho người dùng đường truy cập vào Blinkbox Music của Tesco.